# Содди (Сардиния)
Содди (итал. Soddì) — коммуна в Италии, располагается в регионе Сардиния, в провинции Ористано.
Население составляет 135 человек (2008 г.), плотность населения составляет 25 чел./км². Занимает площадь 5 км². Почтовый индекс — 9080. Телефонный код — 0785.
Покровителями коммуны почитаются святые апостолы Пётр и Павел, празднование 29 июня.

## Демография
Динамика населения:

## Администрация коммуны
- Официальный сайт: http://www.comune.soddi.or.it/